# Malta i olympiska sommarspelen 1928
Malta deltog med nio deltagare vid de olympiska sommarspelen 1928 i Amsterdam. Ingen av landets deltagare erövrade någon medalj.